# John Bennett Perry
John Bennett Perry, född 4 januari 1941, är en amerikansk skådespelare. Han är far till Matthew Perry och har bland annat spelat dennes far i filmen Kärlek vid andra ögonkastet.

## Filmografi
- 1978–79 - Kampen om Colorado (gästroll, 2 avsnitt)
- 1985 - Magnum (gästroll, 1 avsnitt)
- 1985–86 - Maktkamp på Falcon Crest (21 avsnitt)
- 1988 - Lagens änglar (gästroll, 1 avsnitt)
- 1996 - Independence Day
- 1997 - Djungel-George
- 1997 - Kärlek vid andra ögonkastet
- 1998 - På heder och samvete (gästroll, 2 avsnitt)
- 1999 - Nash Bridges (gästroll, 1 avsnitt)
- 1999 - Tredje klotet från solen (gästroll, 1 avsnitt)
- 2001 - Vita huset (gästroll, 1 avsnitt)
- 2002 - Snygg, sexig och singel
- 2003 - Sjunde himlen (gästroll, 2 avsnitt)
- 2005 - Veronica Mars (gästroll, 2 avsnitt)